# Peter Illing
Peter Illing (* 4. März 1899 in Wien als Peter Ihle; † 29. Oktober 1966 in London) war ein österreichisch-britischer Schauspieler.

## Leben
Er trat sein erstes Engagement 1919 in Olmütz an. Bereits ein Jahr später kam er nach Berlin, wo er am Lessing-Theater und am Deutschen Künstlertheater spielte. Während der 1920er und beginnenden 1930er Jahre war er an verschiedenen Berliner Bühnen beschäftigt, zuletzt am Deutschen Theater.
Die Machtergreifung der Nationalsozialisten 1933 veranlasste ihn zur Rückkehr nach Wien, wo er an der dortigen Komödie als Schauspieler und Regisseur weiterarbeitete. Er emigrierte schließlich 1938 nach London, wo er sich in Peter Illing umbenannte und später auch die britische Staatsbürgerschaft annahm.
Während des Krieges war er bei an Deutsche adressierte Sendungen des deutschsprachigen Dienstes der BBC beteiligt. Nach dem Krieg wurde er in Großbritannien zum vielbeschäftigten Nebendarsteller und verkörperte Ausländer, zwielichtige Gestalten und Schurken.

## Filmografie (Auswahl)
- 1922: Tabea, stehe auf!
- 1930: Der Schuß im Tonfilmatelier
- 1930: Die Frau – die Nachtigall
- 1931: Sonntag des Lebens
- 1932: Fünf von der Jazzband
- 1932: Ein steinreicher Mann
- 1947: Silver Darlings
- 1947: Abenteuer in Brasilien (The End of the River)
- 1949: Zwei junge Herzen (Floodtide)
- 1950: Staatsgeheimnis (State Secret)
- 1950: Dämon Uran (My Daughter Joy)
- 1951: Geheimdienst schlägt zu (I’ll Get You for This)
- 1951: Der Verdammte der Inseln (Outcast of the Islands)
- 1953: Es begann in Moskau (Never Let Me Go)
- 1954: Flammende Sinne (Flame and the Flesh)
- 1954: Westlich Sansibar (West of Zanzibar)
- 1954: Die jungen Liebenden (The Young Lovers)
- 1954: Svengali
- 1955: Die Dame des Königs (That Lady)
- 1955: Hahn im Korb (As Long as They’re Happy)
- 1956: Knotenpunkt Bhowani (Bhowani Junction)
- 1956: Jaguar packt zu (Passport to Treason)
- 1956: Panzerschiff Graf Spee (The Battle of the River Plate)
- 1956: Zarak Khan (Zarak)
- 1956: Heirate nie in Monte Carlo (Loser Takes All)
- 1957: Spiel mit dem Feuer (Fire Down Below)
- 1957: Manuela
- 1957: In einem anderen Land (A Farewell to Arms)
- 1957: Eine Braut in jeder Straße (Miracle in Soho)
- 1957: Gefährliches Erbe (Campbell’s Kingdom)
- 1957: Der Mann im Schatten (Man in the Shadow)
- 1957: I Accuse!
- 1959: Die schwarze Lorelei (Whirlpool)
- 1959: Hügel des Schreckens (The Angry Hills)
- 1959: Der Tod hat Verspätung (Jet Storm)
- 1959: Die den Tod nicht fürchten (The Wreck of the Mary Deare)
- 1960: Malaga (Moment of Danger)
- 1960: Zehn Frauen verschwanden in Paris (Bluebeard’s Ten Honeymoons)
- 1961: Der unheimliche Komplize (The Secret Partner)
- 1961: Das Geheimnis der gelben Narzissen
- 1962: Rendezvous in Madrid (The Happy Thieves)
- 1962–1966: Simon Templar (The Saint; Fernsehserie, 3 Folgen)
- 1963: Neun Stunden zur Ewigkeit (Nine Hours to Rama)
- 1963: Hotel International (The V.I.P.s)
- 1964: Geheimauftrag für John Drake (Danger Man; Fernsehserie, 1 Folge)
- 1965: Die Gruft der toten Frauen (Devils of Darkness)
- 1966: Willkommen, Mr. B. (A Man Could Get Killed)

## Hörspiele
- 1929: Friedrich Wolf: SOS … rao rao … Foyn – „Krassin“ rettet „Italia“ (Funker des Expeditionsschiffes) – Regie: Alfred Braun (Hörspiel – RRG)